# NGC 60
NGC 60은 물고기자리 방향에 있는 나선 은하다. 종종 이웃 천체의 중력 효과로 나선팔이 뒤틀리지만, 주변에 그럴 만한 천체는 없다.